# Raymond Joly (professeur)
Pour l’article homonyme, voir Raymond Joly.
Raymond Joly (né à Rimouski le 17 décembre 1933, mort à Montréal le 29 juillet 2010) est un philologue, professeur puis retraité de l’Université Laval à Québec. Spécialiste de la littérature française du XVIIIe siècle, il a publié de nombreux travaux, notamment sur Marivaux, inspirés par la psychanalyse littéraire.

## Biographie
Raymond Joly étudie à l’Université Laval (diplômé en 1956) et à l’Université de Heidelberg en Allemagne, où il obtient son doctorat en philologie romane.
Il est professeur au Département des littératures de l’Université Laval de 1968 à 1998.
Membre fondateur, en 1971, de la Société canadienne d’étude du XVIIIe siècle, il en est le président de 1972 à 1975 et il coorganise son congrès de Québec en 1975. Il est fait membre honoraire de cette société en 2009 à Ottawa.
À partir de 2004, Raymond Joly établit les textes et fait la traduction française (parfois anglaise également) de quinze cantates et motets de Christoph Graupner pour l'ensemble baroque montréalais Les idées heureuses, dirigé par Geneviève Soly ; il traduit aussi divers poèmes latins, italiens et allemands de la Renaissance.
M. Joly meurt à Montréal le 29 juillet 2010.

### Livres
- Le Pharsamon de Marivaux ou Comment s’inventer un sexe, Paris, presses universitaires de France, collection « Le texte rêve », 1995, 128 p.  (ISBN 213047117X).
- Deux études sur la préhistoire du réalisme : Diderot, Rétif de la Bretonne, Sainte-Foy (Québec), presses de l’Université Laval, 1969, 191 p.

### Numéro de revues
- Études littéraires, vol. 24, no 1, été 1991, 148 p. Numéro « Vérité à la Marivaux ».  (ISSN 0014-214X).

### Articles et chapitres de livres
- « La lecture psychanalytique », Québec français, no 136, hiver 2005, p. 68-71.
- « Les cadeaux de monsieur X. Les fétiches dans Chéri de Colette », Savoir, psychanalyse et analyse culturelle, décembre 2005.
- « L’écrivain rival de ses personnages : Marivaux, La voiture embourbée », Lumen. Travaux choisis de la Société canadienne d’étude du dix-huitième siècle. Selected Proceedings from the Canadian Society for Eighteenth-Century Studies, vol. 23, 2004, p. 205-219.  (ISSN 1209-3696);  (ISBN 0-920980-86-4).
- « Entendre la musique : des sujets à la rencontre d’une œuvre », Correspondances. Courrier de l’École freudienne du Québec, 6, 2, mars 2004. Avec Anny Béland, Marie-Claire Bouchard, Bernadette Colombel et Pierre-Paul Parent.
- « Images de la perversion : Maupassant, “Mademoiselle Fifi” », Ruissellement : à propos du symptôme, 1, 2003.
- « Poésie, censure et vérité. Les amours des parents de Rousseau », dans Caroline Jacot Grapa, Nicole Jacques-Lefèvre, Yannick Séité et Carine Trevisan (sous la direction de), Le travail des Lumières. Pour Georges Benrekassa, Paris, Champion, collection « Colloques, congrès et conférences. Le siècle des philosophes », 8, 2002.  (ISBN 2-7453-0640-5).
- « De la ponctuation, à propos de Marivaux », Lumen. Travaux choisis de la Société canadienne d’étude du dix-huitième siècle. Selected Proceedings from the Canadian Society for Eighteenth-Century Studies, vol. XX, 2001, p. 123-135.  (ISSN 1209-3696);  (ISBN 0-920980-81-3).
- « La vie de Marianne. Remarques sur la jouissance et l’imaginaire », dans Françoise Gevrey (sous la dir. de), Marivaux et l’imagination, Actes du colloque de Toulouse [1998], Toulouse, Éditions universitaires du Sud, collection « Études littéraires », 2001, p. 203-211.
- « À propos de la masculinité. Le Perceval de Chrétien de Troyes », Correspondances. Courrier de l’École freudienne du Québec, 3, 2, juin 2001. Avec Danielle Bernier et Renée Paquette.
- « La voix à perte de vue. Colette, “La dame qui chante” », Savoir, psychanalyse et analyse culturelle, vol. 5, nos 1-2, septembre 2000.  (ISSN 1195-8073).
- « En lisant à propos de la Passe », Correspondances. Courrier de l’École freudienne du Québec, 2, 2, mars 2000.
- « Cercle psychanalytique de Montréal », Correspondances. Courrier de l’École freudienne du Québec, 2, 1, novembre 1999.
- « Wehen-Weise. La transfiguration du souffle dans Tristan und Isolde de Richard Wagner », dans Pierre Bayard (sous la direction de), Lire avec Freud. Pour Jean Bellemin-Noël, Paris, Presses universitaires de France, collection « Écriture », 1998, p. 165-182.  (ISBN 2-13-049462-5).
- « Naître rien : être tout. Le jeu de l’amour et du hasard », L’école des lettres II, vol. 88, no 8, février 1997, p. 127-138.  (ISSN 0765-6017). En collaboration avec André Lambert.
- « Rapport de séance », dans Georges Bérubé et Marie-France Silver (sous la dir. de), La lettre au XVIIIe siècle et ses avatars. Actes du Colloque international tenu au Collège universitaire Glendon. Université York. Toronto (Ontario) Canada. 29 avril - 1er mai 1993, Toronto, Éditions du Gref, coll. « Dont actes », 14, 1996, p. 83-88.  (ISBN 0-921916-60-4).
- « De la séduction. Pour les beaux esprits contre les philosophes », dans Henri Coulet (sous la dir. de), Marivaux et les Lumières. L’éthique d’un romancier. Actes du colloque d’Aix-en-Provence (1992), Aix-en Provence, Presses de l’Université de Provence, 1996, p. 201-207.
- « Des cannibales. Essai de lecture psychanalytique des deux Relations du P. Paul Lejeune (1632 et 1633) », dans Réal Ouellet (sous la dir. de), Rhétorique et conquête missionnaire. Le jésuite Paul Lejeune, Sillery (Québec), Éditions du Septentrion et CÉLAT, coll. « Les nouveaux cahiers du CÉLAT », 1993, p. 101-129.  (ISBN 9782921114905).
- « Présentation  », Études littéraires, vol. 24, no 1, été 1991, p. 5-7.  (ISSN 0014-214X).
- « La haine du philosophe : notes pour une lecture psychanalytique du Triomphe de l'amour  », Études littéraires, vol. 24, no 1, été 1991, p. 51-62.  (ISSN 0014-214X).
- « La bouche de Cliton. Fragment d’une lecture psychanalytique de Pharsamon », dans Magdy Gabriel Badir et Vivien Bosley (sous la direction de), Le triomphe de Marivaux. A Colloquium Commemorating the Tricentenary of the Birth of Marivaux 1688-1988, Edmonton, University of Alberta, Department of Romance Languages, 1989, p. 82-92.  (ISBN 0-88864-883-9).
- « La Fausse Suivante. Esquisse d’une lecture psychocritique », dans David Trott, Nicole Boursier et Anne Ubersfeld (sous la direction de), L’âge du théâtre en France, Edmonton, Academic Printing and Publishing, 1988, p. 145-154.
- « Les fantasmes de l’argent dans l’Histoire du chevalier des Grieux et de Manon Lescaut », Man and Nature/L’homme et la nature (Canadian Society for Eighteenth-Century Studies/Société canadienne d’étude du dix-huitième siècle), vol. 1, 1982, p. 1-13.  (ISBN 0-920354-14-9).
- « Synthèse et commentaires  », Actes du colloque « La qualité de la langue… après la loi 101 », Québec, 30 septembre-3 octobre 1979, Québec, Gouvernement du Québec, Conseil de la langue française, Direction des études et recherches, collection « Documentation du Conseil de la langue française », no 3, 1980.  (ISBN 2-551-03906-1).
- « Entre Le père de famille et Le neveu de Rameau : conscience morale et réalisme romanesque dans La religieuse », Studies on Voltaire and the Eighteenth Century, no 88, 1972, p. 845-857.
- « Une douteuse libération. Le dénouement d’une pièce de Michel Tremblay », Études françaises, vol. 8, no 4, novembre 1972, p. 363-374.

### Matériel pédagogique
- Guide de présentation des travaux en études littéraires, Québec, Université Laval, Département des littératures, 1998 (deuxième édition revue et corrigée; première édition : 1992), 107 p. Avec la collaboration de Réal Ouellet.

### Comptes rendus
- Compte rendu de Montesquieu. « Lettres persanes » d’Annie Becq (1999), Eighteenth-Century Fiction, vol. 12, no 1, octobre 1999, p. 136-137.
- Compte rendu de La voix de Marianne. Essai sur Marivaux de Béatrice Didier (1987), Eighteenth-Century Fiction, vol. 1, no 3, avril 1989, p. 251-252.
- Compte rendu de l’édition par Roger Laufer du Diable boiteux d’Alain-René Lesage (1970) , Études littéraires, vol. 5, no 2, 1972, p. 321-323.
- Compte rendu de l’édition par Gilbert Rouger de La vie de mon père de Rétif De La Bretonne (1970) , Études littéraires, vol. 4, no 2, 1971, p. 227-231.
- Compte rendu de Three Modes of Criticism. The Literary Theories of Scherer, Walzel and Staiger de Peter Salm (1968) , Études littéraires, vol. 3, no 2, 1970, p. 272-273.
- Compte rendu de Jean-Jacques Rousseau. Du phantasme à l'écriture. Les révélations du « Lévite d'Éphraïm » de François Van Laere (1967) , Études littéraires, vol. 2, no 2, 1969, p. 245-248.

### Textes d'opinion
- « Propagande stérile et funeste  », Le Devoir, 8 juin 2009.
- « Très peu d'ayatollahs pour nous, merci  », Le Devoir, 14 décembre 2004.
- « Que de bruit ! - Il y a du Ritalin qui se perd  », Le Devoir, 22 août 2002.
- « Les étudiants que je voudrais avoir », Québec français, no 101, printemps 1996, p. 45-46.

### Traduction
- Christoph Miething, « Le faux dans Les fausses confidences  », Études littéraires, vol. 24, no 1, été 1991, p. 81-94.  (ISSN 0014-214X).

## Sources
- Benoît Melançon, « État de la recherche canadienne sur la littérature française du 18e siècle », Dix-huitième siècle, no 30, 1998, p. 233-243.  (ISSN 0070-6760)  (ISBN 2-13-049855-8)
- Éric Van der Schueren, « Hommage à Raymond Joly », Études littéraires, vol. 41, no 3, 2010, p. 163-165.  (ISSN 0014-214X)